# 10 + 10
10 + 10 è un album discografico della cantante italiana Syria, pubblicato nel 2017.

## Descrizione
Il disco contiene le canzoni interpretate dall'artista durante un concerto-evento tenutosi a Brescia dal titolo Vent'anni in una notte e dedicato ai venti anni di carriera di Syria. Il titolo del disco infatti, 10 + 10, sta ad indicare appunto il ventennale di carriera, ma è anche stilizzato in IO + IO.
Inoltre contiene cinque brani inediti tra cui Se Sapessi scritta da Giuliano Sangiorgi dei Negramaro, che viene proposta al festival di Sanremo venendo scartata.
Sul palco di Brescia l'artista ha collaborato con un'orchestra di 50 elementi diretta da Bruno Santori e ha duettato con diversi artisti della scena musicale italiana tra cui Paola Turci, Emma Marrone, Ghemon, Francesca Michielin, Noemi ed Emiliano Pepe. L'intro del disco è invece affidato alla voce de La Pina.
Oltre ai brani di successo, Syria ha incluso nell'album cinque inediti e una cover.
Il singolo Lontana da te, brano scritto da Il Cile, è stato pubblicato il 31 marzo 2017.

## Tracce
1. Intro (feat. La Pina) – 2:29
2. Islanda – 3:31
3. Se sapessi – 3:58
4. Lontana da te – 3:41
5. Acqua e alloro – 4:02
6. Io, te, Francesca e Davide (cover di Ambra) – 4:05
7. Sei tu – 4:16
8. L'amore è – 3:40
9. Non è peccato – 3:35
10. Se t'amo o no (feat. Noemi) – 3:38
11. Odiare (feat. Emma) – 4:01
12. La distanza (feat. Paola Turci) – 3:33
13. Non dimentico più (feat. Francesca Michielin) – 3:58
14. Come non detto (feat. Ghemon) – 3:56
15. Se tu non sei con me – 3:43
16. Sei bellissima – 3:55
17. Non ci sto – 3:22
18. Tutti i colori del mondo (feat. Emiliano Pepe) – 4:42

## Formazione
- Syria – voce
- Davide Ferrario – tastiera, programmazione, percussioni, chitarra elettrica, basso, chitarra acustica
- Giorgio Mastrocola – chitarra
- Sergio Carnevale – batteria
- Luca Serpenti – basso
- Emiliano Pepe – pianoforte
- Feyzi Brera – violino, viola
- Vittore Savoini – violoncello
- Daniele Moretto – tromba, flicorno

## Classifiche
| Classifica (2017) | Posizione |
| ----------------- | --------- |
| Italia            | 28        |